# Slag bij Sulci
De Slag bij Sulci was een zeeslag die gevochten werd in 258 v.Chr. tussen de Romeinse en Carthaagse marines voor de kust van het stadje Sulci (het huidige Sant'Antioco). Het resultaat was een lichte Romeinse overwinning, behaald door consul Gaius Sulpicius Paterculus.